# Much Apu About Nothing
Much Apu About Nothing, titulado Mucho Apu y pocas nueces en España e ¿Y Dónde Está el Inmigrante? en Hispanoamérica, es el vigésimotercer episodio de la séptima temporada de la serie animada estadounidense Los Simpson, estrenado en la cadena FOX el 5 de mayo de 1996. Fue escrito por David Cohen y dirigido por Susie Dietter, y la estrella invitada fue Joe Mantegna como Fat Tony. En el episodio, se sanciona en Springfield una propuesta destinada a expulsar a los inmigrantes del país, perjudicando a Apu.

## Sinopsis
Cuando un oso es visto merodeando por Evergreen Terrace, Homer y varios habitantes de Springfield acuden al Ayuntamiento para que el alcalde Quimby evite nuevas incursiones de dichos animales. Al poco tiempo toda la ciudad es monitoreada por una "Patrulla Anti-osos", con lo cual vuelve la calma. Sin embargo, al descubrir en su cheque salarial que le han descontado un nuevo impuesto para financiar la Patrulla, Homer vuelve junto con los demás ciudadanos para protestar por tal impuesto, y para evitar mayores problemas el alcalde responsabiliza a los inmigrantes ilegales por los altos impuestos, por lo que les anuncia a los vecinos la "Propuesta 24" para expulsar a dichos inmigrantes de la ciudad mediante su aprobación en un plebiscito.
Mientras la Propuesta 24 gana adeptos (entre ellos Homer) y se genera una ola de xenofobia en la ciudad, Marge va al Kwik-E-Mart a hacer sus compras, lo cual alegra mucho a Apu por ser su primera cliente en una semana, y le relata la historia de cómo llegó a Estados Unidos: becado por su universidad por ser el mejor de su clase, Apu comenzó a estudiar su doctorado en computación en Springfield, y para pagar sus deudas con la universidad comenzó a trabajar en el supermercado del que es dueño, hasta que para cuando expiró su visa no quiso volver por encariñarse con el país y su gente. Ante tal historia, Marge se decide por votar en contra de la Propuesta 24.
Un día, Kearney llega al supermercado para comprar alcohol y cigarrillos con una identificación falsa. A pesar de reconocer que el documento es falsificado, Apu le propone al joven dejar pasar su delito si le dice quién le dio la identificación, y días después Tony El Gordo le otorga varios documentos falsos a cambio de una gruesa suma de dinero, y le recomienda actuar como estadounidense para no despertar sospechas. A pesar de simular ser un norteamericano hecho y derecho, Apu se da cuenta de su grave error y se echa a llorar, deseando ser un ciudadano estadounidense sin renunciar a sus orígenes, y Homer decide cambiar su postura sobre la Propuesta 24 para ayudarlo a obtener su ciudadanía.
Al saber que se ha declarado una amnistía para los inmigrantes en la misma situación que Apu, Homer comienza a prepararlo para que se presente en el examen para ser ciudadano, pero Apu no logra recordar lo que ha aprendido. Sin embargo, Lisa lo lleva hasta la oficina local del Servicio de Inmigración, donde rinde su examen escrito y más tarde el examen oral, siendo aprobado y declarado ciudadano. La familia Simpson celebra una fiesta en su casa para homenajearlo, durante la cual Homer da un elocuente discurso en favor de los inmigrantes llamándolos "los mejores norteamericanos", y conmina a los asistentes a la fiesta a votar en contra de la Propuesta 24 al día siguiente. Lamentablemente, la Propuesta es aprobada con un 95% de los votos, y finalmente Willy es deportado a su Escocia natal.